# Menisco (física)

A: Menisco cóncavo
B: Menisco convexo.
La línea discontinua representa el plano tangente que debe tenerse en cuenta para enrasar.

En física, el menisco (del griego μηνίσκος «lunita») es la curvatura de la superficie de un líquido que se produce en respuesta a la superficie de su recipiente. Esta curvatura puede ser cóncava o convexa, según si las moléculas del líquido y las del recipiente se atraen (agua y vidrio) o repelen (mercurio y vidrio), respectivamente.
La concavidad del menisco se origina cuando las fuerzas de adhesión entre las moléculas de un líquido y las paredes del recipiente que lo contiene son mayores que las fuerzas de cohesión del líquido. La convexidad del menisco surge cuando las fuerzas de cohesión son mayores que las de adhesión. De hecho la forma del menisco está relacionada con la altura de un líquido en un capilar a través de la ley de Jurin.

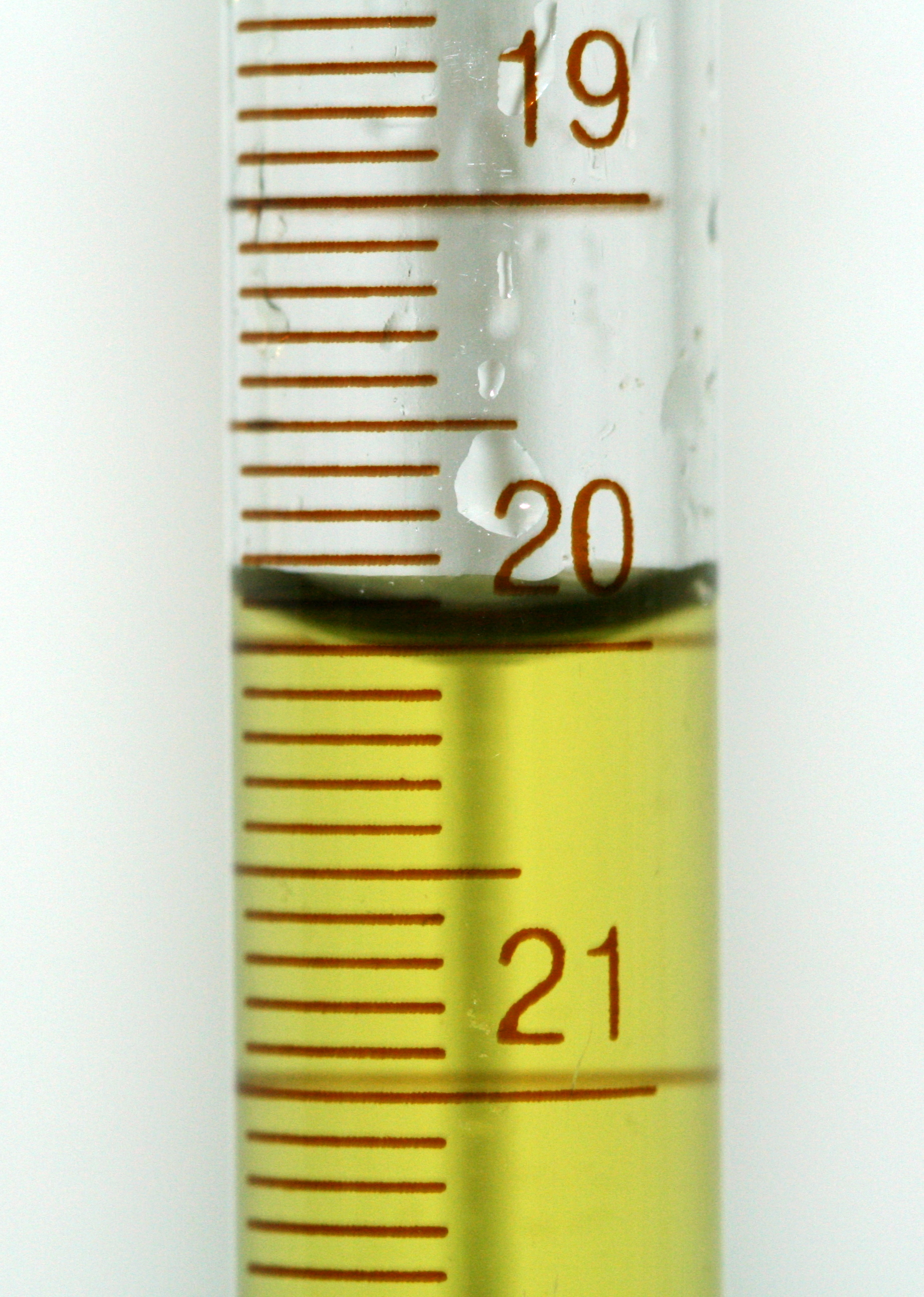
Un menisco tal como se ve en una bureta de agua coloreada.

La tensión superficial actúa succionando el líquido cuando el menisco es cóncavo, y rechazándolo cuando es convexo. Debido a esta característica se da el fenómeno de capilaridad que, por ejemplo, se produce en las plantas para transportar el agua.
En química es importante para realizar la lectura de un líquido en cualquier material volumétrico. Para esto deben coincidir la curva (más bien la tangente de esta) (la parte central) con el aforo o graduación. Siempre teniendo la vista perpendicular a ambas.
El líquido restante del menisco que queda por encima del aforo (en caso de ser cóncavo), generalmente queda en el recipiente una vez vertido el contenido.